# أندي سيلفا
أندي سيلفا (بالإيطالية: Andy Selva) (مواليد 25 مايو 1976 في روما) لاعب كرة قدم سان ماريني دولي سابق. يجيد اللعب في خط الهجوم. ويعتبر الهداف التاريخي لمنتخب سان مارينو برصيد 8 أهداف.

## روابط خارجية
- أندي سيلفا على موقع الاتحاد الدولي (مؤرشف)  (الإنجليزية)
- أندي سيلفا على موقع الاتحاد الأوربي (الإنجليزية)
- أندي سيلفا على موقع قاعدة بيانات كرة القدم.إي يو (الإنجليزية)
- أندي سيلفا على موقع ناشيونال فوتبول تيمز (الإنجليزية)
- أندي سيلفا على موقع Soccerbase.com (لاعب) (الإنجليزية)
- أندي سيلفا على موقع Soccerway.com (الإنجليزية)
- أندي سيلفا على موقع عالم كرة القدم.نت (الإنجليزية)
- أندي سيلفا على موقع كووورة